# Трудова сільська рада (Ташлинський район)
Трудова́ сільська рада (рос. Трудовой сельский совет) — сільське поселення у складі Ташлинського району Оренбурзької області Росії.
Адміністративний центр — село Трудове.

## Населення
Населення — 1047 осіб (2019; 1090 в 2010, 1119 у 2002).

## Склад
До складу сільської ради входять:
| Населений пункт | Населення, осіб (2002) | Населення, осіб (2010) |
| --------------- | ---------------------- | ---------------------- |
| Кузьминка, село | 283                    | 218                    |
| Трудове, село   | 836                    | 872                    |